# Virtasaari (ö i Norra Savolax, Norra Savolax, lat 63,20, long 26,67)
Virtasaari är en halvö i Finland. Den ligger i sjön Pielavesi och i kommunen Pielavesi i den ekonomiska regionen  Övre Savolax ekonomiska region  och landskapet Norra Savolax, i den centrala delen av landet, 300 km norr om huvudstaden Helsingfors.